# Стропцка
Стропцка (на албански: Stropckë или Stropcka) е село в Албания, в община Поградец, област Корча.

## География
Селото е разположено на 1020 m надморска височина, на река Чърава южно от Поградец.

## История
Според Васил Кънчов („Македония. Етнография и статистика“) в XIX век Странска или Стронечка е албанско мюсюлманско село в Старовска каза на Османската империя.
На Етнографската карта на Битолския вилает на Картографския институт в София от 1901 година Струбучка е чисто албанско мюсюлманско село в Старовската каза на Корчанския санджак с 26 къщи.
До 2015 година селото е част от община Дардас.